# Joseph Pierre Octave Guilbault
Pour l’article homonyme, voir Guilbault.
Joseph Pierre Octave Guilbault (3 septembre 1870-27 septembre 1924) fut un notaire et homme politique fédéral du Québec.

## Biographie
Né à Saint-Paul dans la région de Lanaudière, il étudie au Collège de L'Assomption et à l'Université Laval. Apte à pratiquer le notariat, il s'installe à Joliette. Il est également secrétaire-trésorier de la commission scolaire.
Élu député du Parti conservateur dans la circonscription fédérale de Joliette en 1911, il ne se représente pas en 1917 en raison de problèmes de santé.